# بيرني بروفي
بيرني بروفي هو لاعب هوكي جليد كندي، ولد في 9 أغسطس 1903 في كولينجوود في كندا، وتوفي في 19 يوليو 1982.

## وصلات خارجية
- بيرني بروفي على موقع دوري الهوكي الوطني (الإنجليزية)
- بيرني بروفي على موقع قاعة مشاهير الهوكي (لاعب أن.إتش.أل) (الإنجليزية)
- بيرني بروفي على موقع EliteProspects.com (الإنجليزية)
- بيرني بروفي على موقع HockeyDB.com (الإنجليزية)
- بيرني بروفي على موقع Hockey-Reference.com (الإنجليزية)